# Dansk Oplysnings Forbund
Dansk Oplysnings Forbund (DOF) er landsorganisation for aftenskoler, der ønsker at udbrede folkeoplysning på et frit og neutralt grundlag – uafhængigt af partipolitik. DOF's landsorganisation omfatter op mod 250 aftenskoleforeninger samt enkelte daghøjskoler og sprogskoler fordelt over hele Danmark. 
Landsorganisationen støtter medlemsskolerne i deres daglige virke på en lang række områder.
Oplysningsforbundets navn er et eksempel på særskrivning.

## Ekstern henvisning
- Dansk Oplysnings Forbund